# Émile Driant

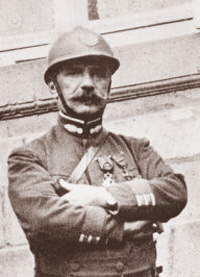
Émile Driant in Uniform

Émile Auguste Cyprien Driant (* 11. September 1855 in Neufchâtel-sur-Aisne; † 22. Februar 1916 bei Verdun) war ein französischer Offizier und nationalistischer Politiker. Er fiel zu Beginn der Schlacht um Verdun, als er mit seiner Jäger-Halbbrigade den deutschen Vorstoß im Wald von Caures um fast zwei Tage verzögerte.

## Leben

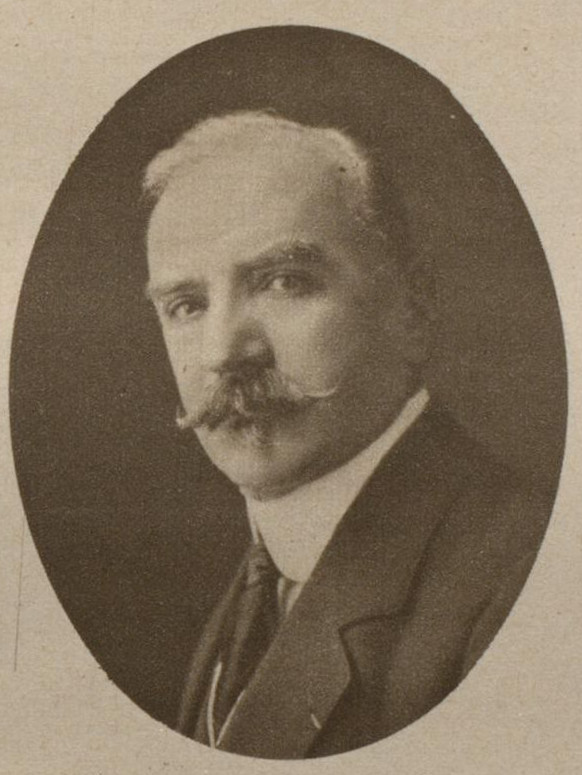
Emile Driant

Der Sohn eines Juristen studierte nach dem Abitur zunächst Geistes- und Rechtswissenschaften und besuchte ab 1875 die Militärschule Saint-Cyr, die er 1877 als Viertbester seines Jahrganges verließ. Er diente im 54. Infanterieregiment in Compiègne und später in Saint Mihiel. 1883 wurde er Leutnant im 43. Infanterieregiment und ging nach Tunesien, wo er Ordonnanzoffizier beim Generalgouverneur General Georges Boulanger wurde. Er heiratete dessen Tochter Marcelle. 1886 wurde er zum Hauptmann befördert und ging nach Ernennung Boulangers zum Kriegsminister und mit diesem nach Paris. Nach dem Skandal um seinen Schwiegervater und dessen Sturz kehrte er nach Tunesien zurück, um beim 4. Zuaven-Regiment zu dienen. Nach Dienst an der algerischen Grenze zählte Driant in Tunis zum Zirkel von Kardinal Charles Martial Lavigerie, dem Primas von Afrika. Unter dem Pseudonym Capitaine Danrit verfasste er zahlreiche Abenteuerromane und war neben Louis Boussenard und Paul d’Ivoi einer der Hauptautoren des Journal des Voyages. Seine Erzählungen waren in ihrem Vertrauen auf den technischen Fortschritt und stilistisch an Jules Verne angelehnt, jedoch von einer militaristischen, kolonialistischen und antiparlamentarischen Grundhaltung dominiert.
1892 wurde er Ausbilder in Saint-Cyr, 1894 kehrt er zum 4. Zuaven-Regiment zurück, um im Dezember 1898 zum Chef de bataillon im 69. Infanterieregiment in Nancy zu werden. Im Jahr darauf erhielt er das Kommando über das 1. Jägerbataillon zu Fuß in Troyes. Nach der Aufdeckung des Komplotts katholisch-monarchistischer Militärkreise gegen den jüdischen Offizier Alfred Dreyfus befanden sich in der Armee die Klerikalen in der Defensive. Driant, der seinen nichtchristlichen Soldaten die Teilnahme an einem katholischen Gottesdienst befohlen hatte, wurde zu 14 Tagen Arrest verurteilt. Er nahm daraufhin 1905 seinen Abschied und ging in die Politik, um die Interessen der Armee im Parlament zu vertreten.
Bei den Wahlen zur Abgeordnetenkammer 1906 verlor er jedoch zunächst im Wahlkreis Pontoise gegen den Liberalen Ballu. Als Mitarbeiter des L'Eclair agitierte er gegen den Parlamentarismus und bereiste Deutschland, wo er die großen Manöver in Schlesien beobachtete. Die Eindrücke verarbeitete er zu Buch mit dem Titel Vers un nouveau Sedan (deutsch Einem neuen Sedan entgegen!), indem er eindringlich vor einer Wiederholung der Niederlage von 1870 warnte. Er gewann daraufhin 1910 für die christlichsoziale Action Libérale in Nancy die Wahl gegen den bisherigen Wahlkreisabgeordneten von der Gauche Radicale, Jean Grillon. Als Abgeordneter durchaus fleißig, stand er der katholischen Soziallehre nahe, aber auch den Thesen von Melchior de Vogüé und Ernest Lavisse. Die stärker werdenden Klassengegensätze verstand er primär als Bedrohung für die Verteidigungsbereitschaft der Nation und sah im präfaschistischen Gelben Sozialismus die Lösung dieser Probleme. Er unterstützte im Parlament die Kredite zur Aufrüstung und die Verlängerung der Wehrpflicht auf drei Jahre.
Er begeisterte sich für die neue Militärluftfahrt und kämpfte leidenschaftlich für den Erhalt der Grenzfestungen, von denen er 1912 zumindest die von Lille retten konnte. Vor dem Hintergrund der aufziehenden Umwälzungen in Russland begriff er die Armee primär als „Schule der Nation“ und internes Machtinstrument gegen eine mögliche Revolution. 1914 wurde er wiedergewählt.

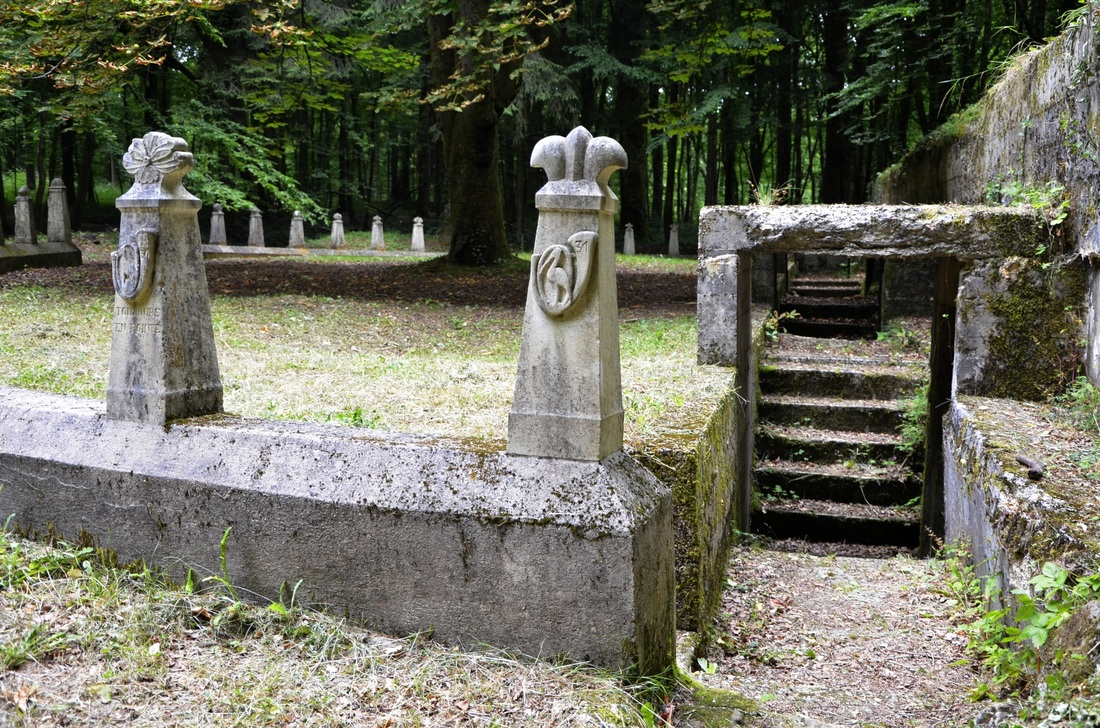
Befestigter Befehlsstand Driants im Wald von Caures

Nach Ausbruch des Ersten Weltkrieges bat Driant um Reaktivierung als Offizier und wurde dem Stab des Gouverneurs von Verdun, General Michel Coutanceau, zugeteilt. Seine Halbbrigade bestand aus dem 56. und 59. Bataillon der Jäger zu Fuß (56e bataillon des chasseurs à pied und 59e bataillon des chasseurs à pied) und war der 72. Infanterie-Division unterstellt. Driant galt als fürsorglicher und verständnisvoller Kommandeur. Seine anfänglich 2200 Jäger waren Reservisten aus dem Norden und Osten Frankreichs, mit ihnen kämpfte er in den Argonnen und in Woëvre und eroberte an der Maas das Dorf Gercourt von den Deutschen zurück. Von den Gefechten geschwächt, nahm seine Halbbrigade nicht an der Ersten Marne-Schlacht teil, sondern bezog bei Verdun im Abschnitt Louvemont eine Defensivstellung. Sie gewann dort den Wald von Caures zurück und baute dort eine befestigte Stellung. Als Mitglied des Armeeausschusses im Parlament brachte er 1915 die Stiftung des Croix de guerre mit auf den Weg. Am 22. August 1915 warnte er den Parlamentspräsidenten Paul Deschanel in einem Brief eindringlich vor einem deutschen Angriff auf Verdun und den unzureichenden französischen Abwehrvorbereitungen. Zugleich lehnte er einen Rückzug auf die leichter zu verteidigenden Höhenrücken westlich von Verdun als Defätismus ab. Im Ergebnis wurde die Front dort dann weder begradigt noch befestigt. Als am 21. Februar 1916 die Schlacht um Verdun begann, stand Driant mit seinen 1200 Jägern in der Linie des beabsichtigten deutschen Vorstoßes. Sie hielten unter pausenlosem Artilleriefeuer und großen Verlusten fast zwei Tage den Wald von Caures, bis Driant den Rückzug nach Beaumont befahl. Er wurde dabei an der Schläfe getroffen und starb wie die meisten seiner Jäger, von denen nur zwischen 110 und 160 überlebten.
Die Deutschen bestatteten ihn mit allen Ehren in der Nähe des Schlachtfeldes und leiteten der Witwe über die Schweiz seine Habseligkeiten zu. Die französische Presse feierte seinen Tod als nationales Opfer und der Gedenkgottesdienst unter Leitung des Kardinals Léon-Adolphe Amette wurde in Notre Dame abgehalten. Im Oktober 1922 wurde Driants Leiche exhumiert und in ein Mausoleum überführt, das jedes Jahr am 21. Februar Schauplatz einer Gedenkfeier für Driant und seine Jäger ist. 
Driants befestigter Befehlsstand im Wald von Caures ist seit 1931 als Monument historique geschützt.

## Werke (Auswahl)
- Einem neuen Sedan entgegen!, Oldenburg 1914
- Im Luftschiff zum Nordpol, Kiel 1910
- Die Gefangenen des Meeres, sechs Tage im gesunkenen Unterseeboot, Kiel 1909